# Haute-Gueldre

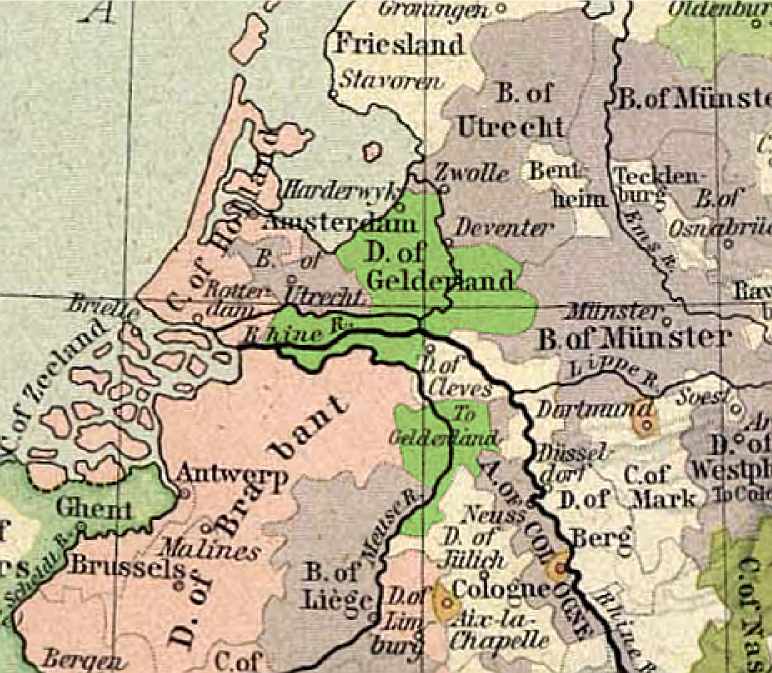
Carte du duché de Gueldre, en 1477

La Haute-Gueldre (en allemand : Obergeldern ; en néerlandais : Opper-Gelre) est le nom donné à la partie méridionale du duché de Gueldre. Son territoire couvrait un des quatre quartiers du duché : le Haut-quartier de Gueldre (en allemand : Oberquartier ; en néerlandais : Overkwartier van Gelre) ou quartier de Ruremonde (en néerlandais : Kwartier van Roermond). Les trois autres quartiers — de Nimègue, de Veluwe et de Zutphen — formaient la Basse-Gueldre.

## Territoire
La Haute-Gueldre était divisée en huit bailliages :
- le bailliage de Kessel (en néerlandais : Ambt Kessel), composé de Baarlo, Blerick, Broekhuizenvorst, Helden, Kessel, Maasbree, Sevenum, Swolgen, Venray et Wanssum ;
- le bailliage de Gueldre (Ambt Geldern), composé d'Aldekerk, Gueldre, Kapellen, Kevelaer, Nieukerk, Pont, Rheurdt, Schaephuysen, Stenden, Tönisberg, Veert, Vernum et Wetten ;
- le bailliage de Middelaar (Ambt Middelaar), ne comprenant que Middelaar ;
- le bailliage de Straelen (Ambt Straelen), ne comprenant que Straelen ;
- le bailliage de Wachtendonk (Ambt Wachtendonk), ne comprenant que Wachtendonk ;
- le bailliage de Krickenbeck (Ambt Krickenbeck), composé de Grefrath, Herongen, Hinsbeck, Leuth, Lobberich, Viersen et Wankum ;
- le bailliage de Montfort (Ambt Montfort), composé d'Asselt, Beesel, Belfeld, Echt, Ohé, Laak, Elmpt, Linne, Maasbracht, Montfort, Nieuwstadt, Posterholt, Roosteren, Sint Odiliënberg, Swalmen et Vlodrop ;
- le bailliage d'Erkelenz (Ambt Erkelenz), composé d'Erkelenz, Kückhoven, Niederkrüchten, Oberkrüchten et Wegberg.

## Histoire
À la paix d'Utrecht, la Haute-Gueldre est partagée entre le royaume de Prusse, le duché de Juliers, l'archiduché d'Autriche et les Provinces-Unies.
Le royaume de Prusse reçoit Arcen, Afferden, Bergen, Gueldre, Middelaar, Velden et Well.
Le duché de Juliers reçoit Erkelenz.
Les Provinces-Unies reçoivent la ville de Venlo avec le fort Saint-Michel, le bailliage de Montfort ainsi que Beesel, Laak, Ohé et Stevensweert.
L'archiduché d'Autriche reçoit le reste de la Haute-Gueldre.